# Запата (Техас)
Запата (англ. Zapata) — невключённая община и статистически обособленная местность в США, расположенная в южной части штата Техас, административный центр одноимённого округа. По данным переписи за 2010 год число жителей составляло 5089 человек, по оценке Бюро переписи США в 2016 году в городе проживало 4646 человек.

## История
Первые европейские поселенцы прибыли в регион из района Герреро Новой Испании. Начало организованного заселения началось в 1750 году, когда Вице-король Новой Испании отправил полковника Хосе де-Эскандона с экспедицией на северные границы колонии вдоль реки Рио-Гранде. Чтобы привлечь колонизаторов, членам экспедиции были обещаны большие участки земли по обе стороны от реки. В 1767 году большинство грантов было выдано и люди начали заселять территорию. На северном берегу реки образовалось поселение Хабитасьон. Позже город был переименован в Карризо по названию индейского племени проживавшего в регионе. В 1858 году город снова изменил название и стал называться Белвилл в честь губернатора Техаса Питера Белла, подписавшему закон о создании округа Запата из частей округов Уэбб и Старр. Спустя 40 лет город получил нынешнее название и стал именоваться в честь лидера движения за создание республики Рио-Гранде Антонио Запаты.
В начале гражданской войны, вскоре после техасской конвенции о выходе из США в Запату, по согласованию с союзом, вошёл мексиканский военный отряд под началом Хуана Кортины. Силы конфедерации одержали быструю победу и Кортине пришлось бежать, потеряв 18 человек из своего отряда. В 1870-х годах Мексика объявила область вдоль своей границы зоной беспошлинной торговли, Запата стала крупным центром торговли. В 1903 году зона беспошлинной торговли была отменена, уровень торговли в регионе снизился. В 1913 году население города резко выросло в результате притока беженцев, спасавшихся от Мексиканской революции. В результате постройки дамбы Falcon Dam в 1953 году город пришлось перенести на более возвышенную территорию. В регионе активно проходила разработка нефтяных и газовых месторождений, однако скотоводство продолжало оставаться основной финансовой составляющей региона.

## География
Запата находится в западной части округа, его координаты: 26°54′08″ с. ш. 99°15′41″ з. д..
Согласно данным бюро переписи США, площадь города составляет около 25 км2, из которых примерно 19,8 км2 занято сушей, а 5,2 км2 — водная поверхность.

### Климат
Согласно классификации климатов Кёппена, в Запате преобладает семиаридный климат низких широт (BSh).
| Показатель                    | Янв.  | Фев. | Март | Апр. | Май  | Июнь | Июль | Авг. | Сен. | Окт. | Нояб. | Дек. | Год   |
| ----------------------------- | ----- | ---- | ---- | ---- | ---- | ---- | ---- | ---- | ---- | ---- | ----- | ---- | ----- |
| Абсолютный максимум, °C       | 36,7  | 38,3 | 40,6 | 43,9 | 45,6 | 46,7 | 45   | 45,6 | 43,9 | 40   | 36,7  | 35   | 46,7  |
| Средний суточный максимум, °C | 21,2  | 23,4 | 28,2 | 31,8 | 34,4 | 36,7 | 37,4 | 37,6 | 34,4 | 30,7 | 25,7  | 21,3 | 30,2  |
| Средняя температура, °C       | 14,7  | 16,6 | 21,1 | 24,8 | 27,9 | 30,1 | 30,7 | 30,8 | 28,2 | 24,3 | 19,3  | 14,9 | 23,6  |
| Средний суточный минимум, °C  | 8,2   | 9,7  | 13,9 | 17,8 | 21,4 | 23,5 | 24   | 23,9 | 21,9 | 17,9 | 12,8  | 8,5  | 17    |
| Абсолютный минимум, °C        | −10,6 | −5,6 | −5,6 | 3,3  | 10   | 10   | 5,6  | 17,8 | 7,2  | −1,1 | −0,6  | −9,4 | −10,6 |
| Норма осадков, мм             | 20    | 24   | 16   | 38   | 65   | 54   | 46   | 44   | 112  | 40   | 27    | 19   | 503   |
| Источник: weatherbase.com     |       |      |      |      |      |      |      |      |      |      |       |      |       |

## Население
Согласно переписи населения 2010 года в городе проживало 5089 человек, было 1641 домохозяйство и 1256 семей. Расовый состав города: 92,4 % — белые, 0 % — афроамериканцы, 0,1 % — коренные жители США, 0,2 % — азиаты, 0,0 % (0 человек) — жители Гавайев или Океании, 6,8 % — другие расы, 0,6 % — две и более расы. Число испаноязычных жителей любых рас составило 95 %.
Из 1641 домохозяйства, в 45,8 % живут дети младше 18 лет. 56,2 % домохозяйств представляли собой совместно проживающие супружеские пары (28,2 % с детьми младше 18 лет), в 15,4 % домохозяйств женщины проживали без мужей, в 4,9 % домохозяйств мужчины проживали без жён, 23,5 % домохозяйств не являлись семьями. В 21,1 % домохозяйств проживал только один человек, 10,2 % составляли одинокие пожилые люди (старше 65 лет). Средний размер домохозяйства составлял 3,08. Средний размер семьи — 3,61 человека.
Население города по возрастному диапазону распределилось следующим образом: 34,4 % — жители младше 20 лет, 25,9 % находятся в возрасте от 20 до 39, 26,8 % — от 40 до 64, 12,9 % — 65 лет и старше. Средний возраст составляет 30,9 года.
Согласно данным опросов пяти лет с 2012 по 2016 годы, медианный доход домохозяйства в Запате составляет 41 032 доллара США в год, средний доход семьи — 44 398 долларов. Доход на душу населения в городе составляет 20 149 
долларов. Около 11,6 % семей и 14,4 % населения находятся за чертой бедности. В том числе 8,6 % в возрасте до 18 лет и 26,8 % старше 65 лет.

## Инфраструктура и транспорт
Основными автомагистралями, проходящими через Запату, являются:
- автомагистраль 83 США, которая идёт с севера от Ларедо на юго-восток к Рио-Гранде-Сити.
- автомагистраль 16 штата Техас, начинается в Запате и идёт на северо-восток к Хебронвиллу.

В городе располагается аэропорт округа Запата. Аэропорт располагает одной взлётно-посадочной полосой длиной 1524 метров. Ближайшим аэропортом, выполняющим коммерческие рейсы, является международный аэропорт Ларедо. Аэропорт находится примерно в 85 километрах к северу от Запаты.

## Образование
Город обслуживается независимым школьным округом округа Запата.
Высшее образование жители Запаты могут получить в Ларедо, в общественном колледже или в филиалах техасского университета A&M. Также высшие учебные заведения есть в Рио-Гранде-Сити, в том числе Южнотехасский колледж и филиал Техасского университета.

## Отдых и развлечения
Водохранилище, образованное в результате строительства дамбы, привлекает туристов и рыбаков из близлежащих регионов.
В городе располагается исторически музей Frontier Ranch Museum.
В Запате поставлено множество рекордов в дельтапланеризме. Областной аэропорт является лагерем для фиксирования мировых рекордов с 200 года. В том же году был побит первый рекорд по длительности полета, новое достижение составило 503 километров. Рекорды обновлялись в 2002, 2005 годах,, а нынешний рекорд был поставлен Дастином Мартином в 2012 году и равен 764 километрам.

## Галерея

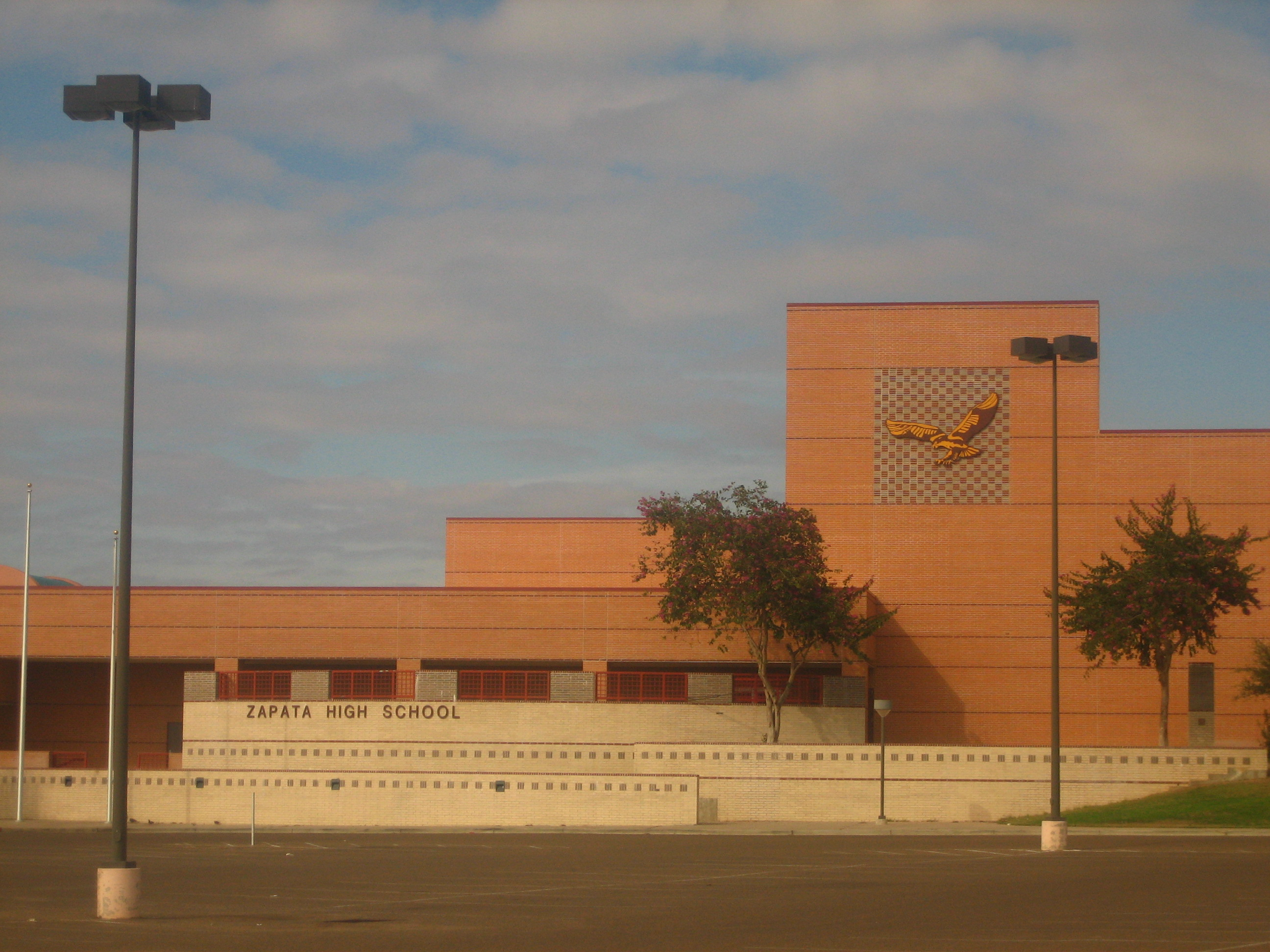
Старшая школа Запаты.
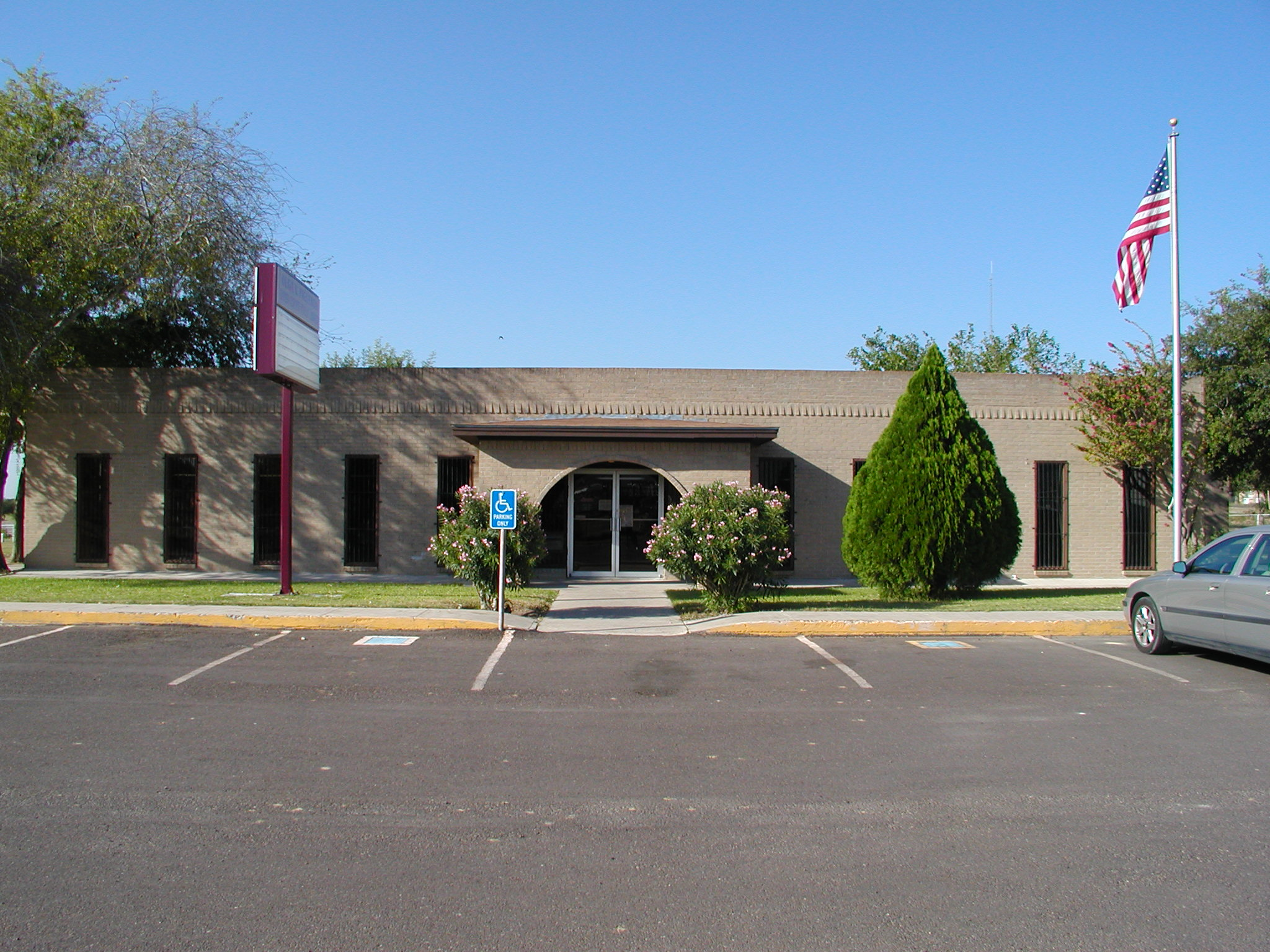
Общественная библиотека округа Запата Ольги Фигероа.
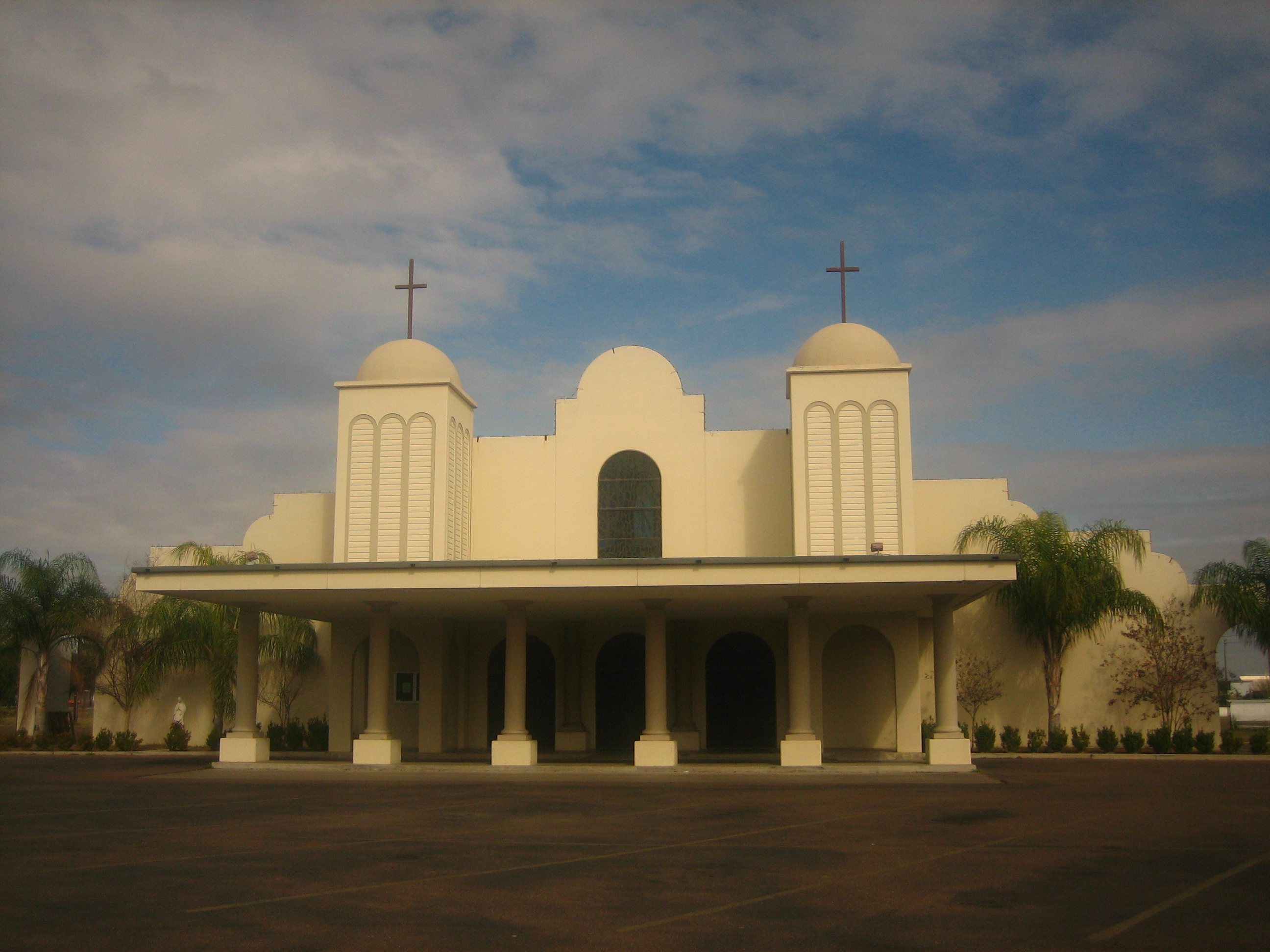
Католическая церковь богоматери Лурдской в Запате.
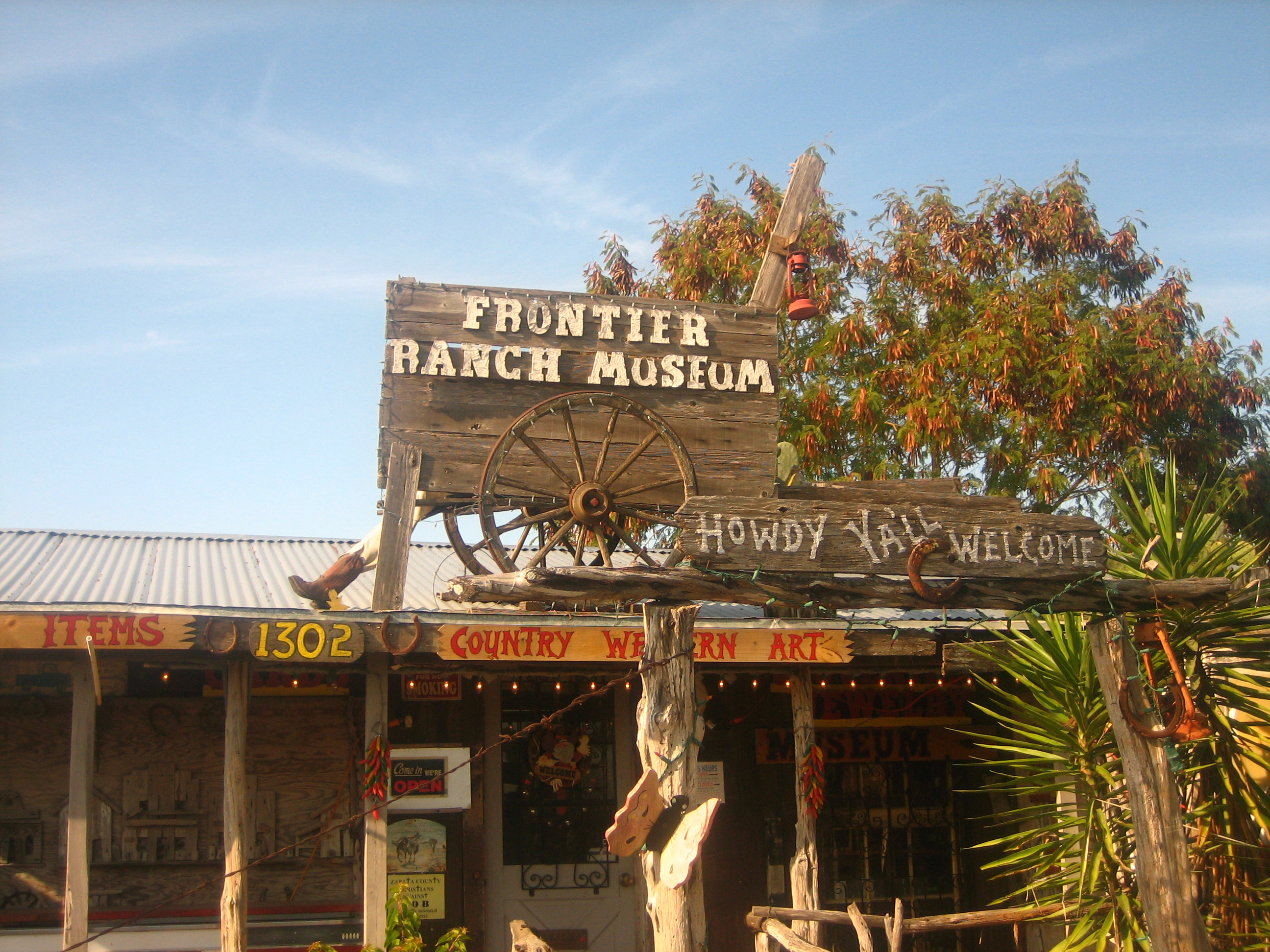
Музей Frontier Ranch Museum.
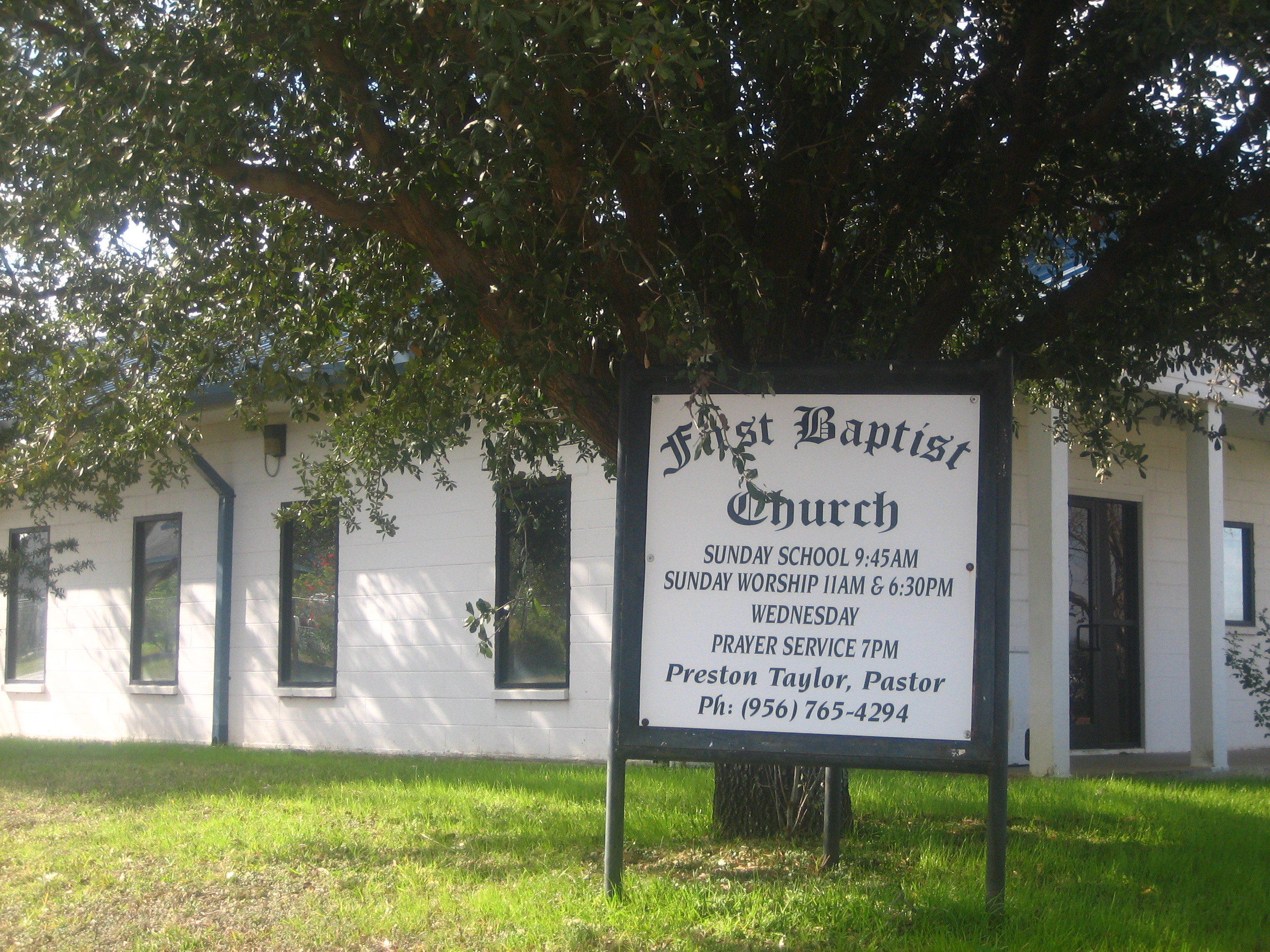
Первая баптистская церковь в Запате.
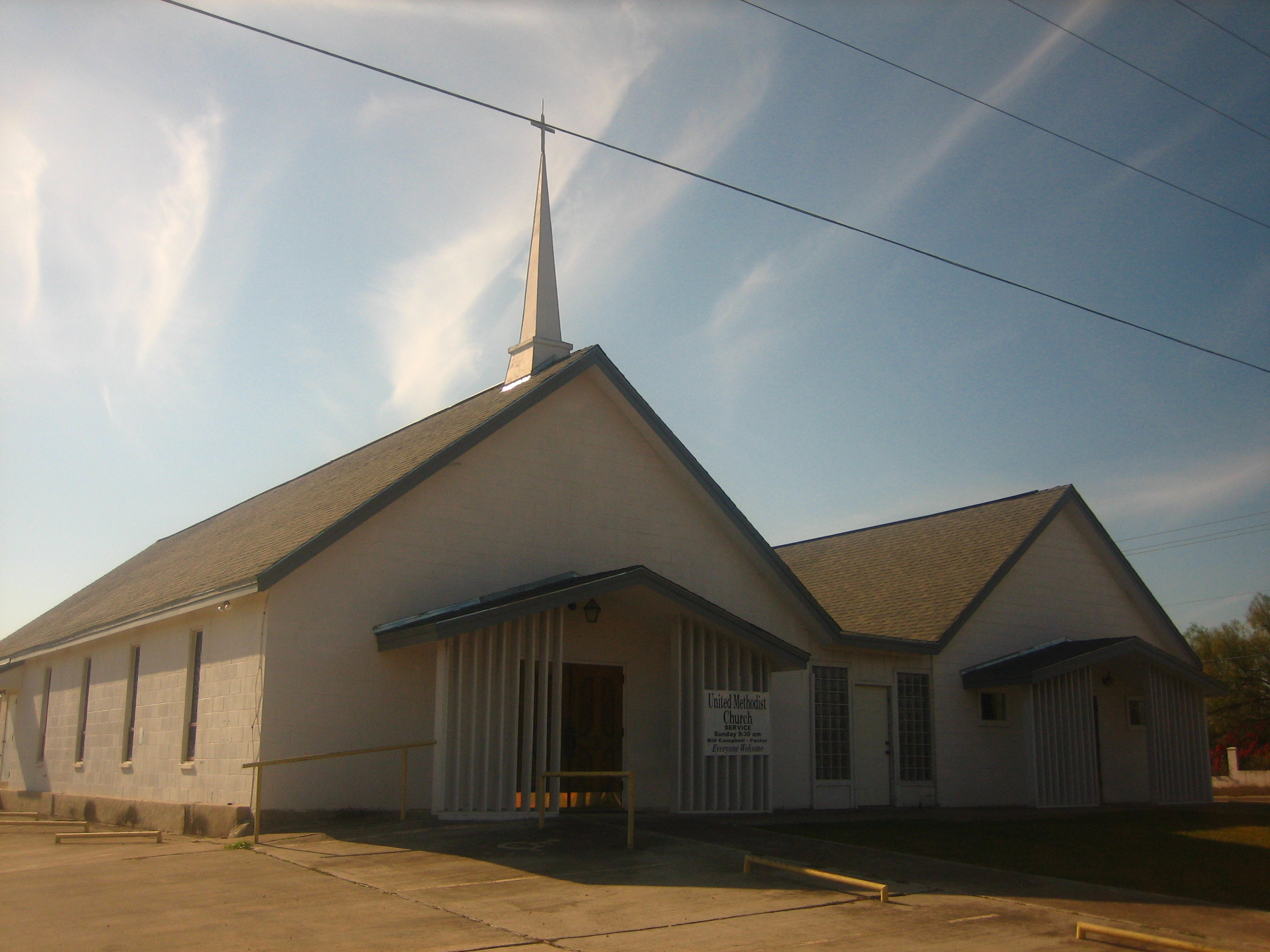
Методистская церковь в городе.
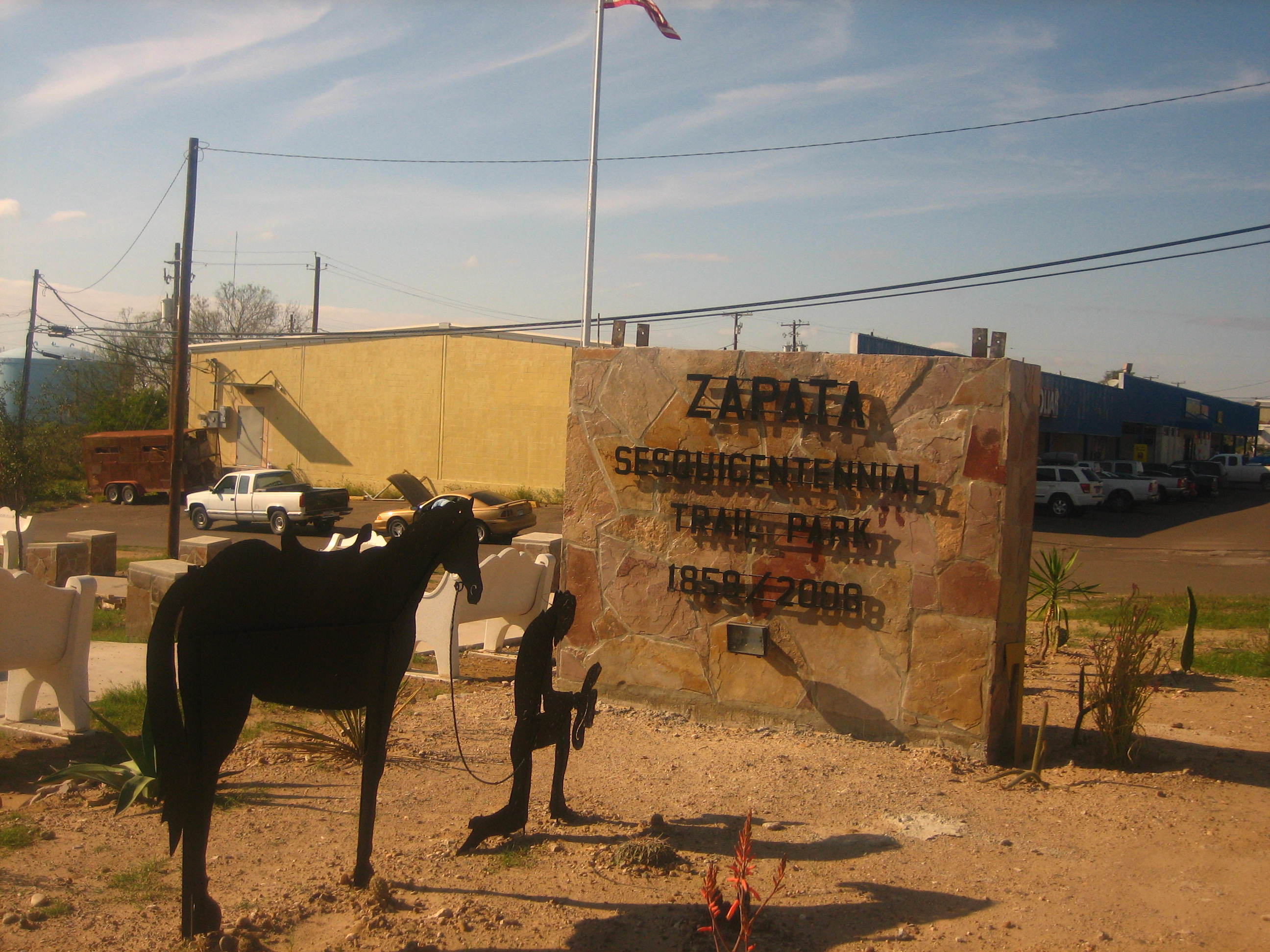
Молящийся ковбой в парке Zapata Sesquicentennial Travel Park.
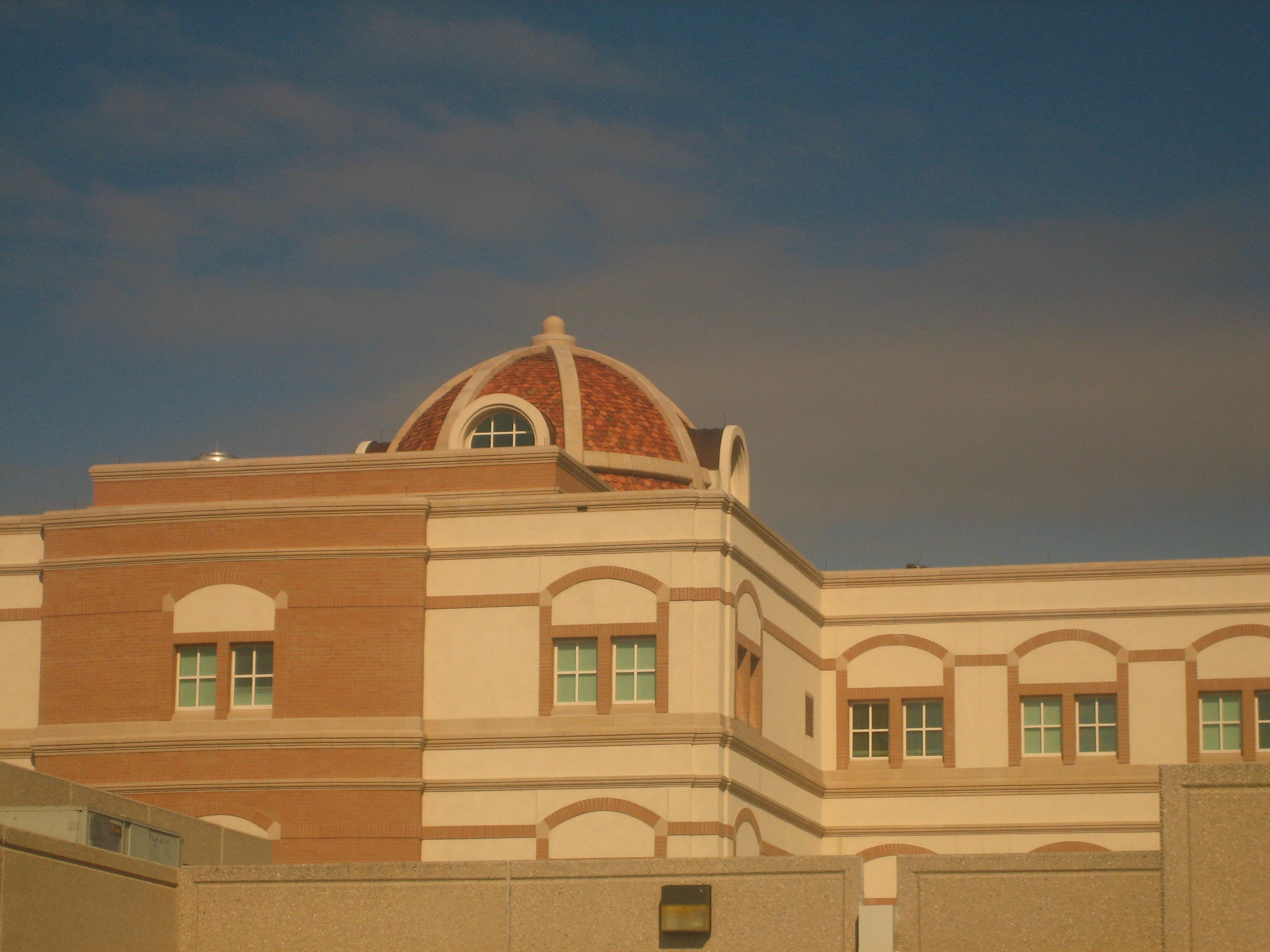
Здание суда округа Запата.
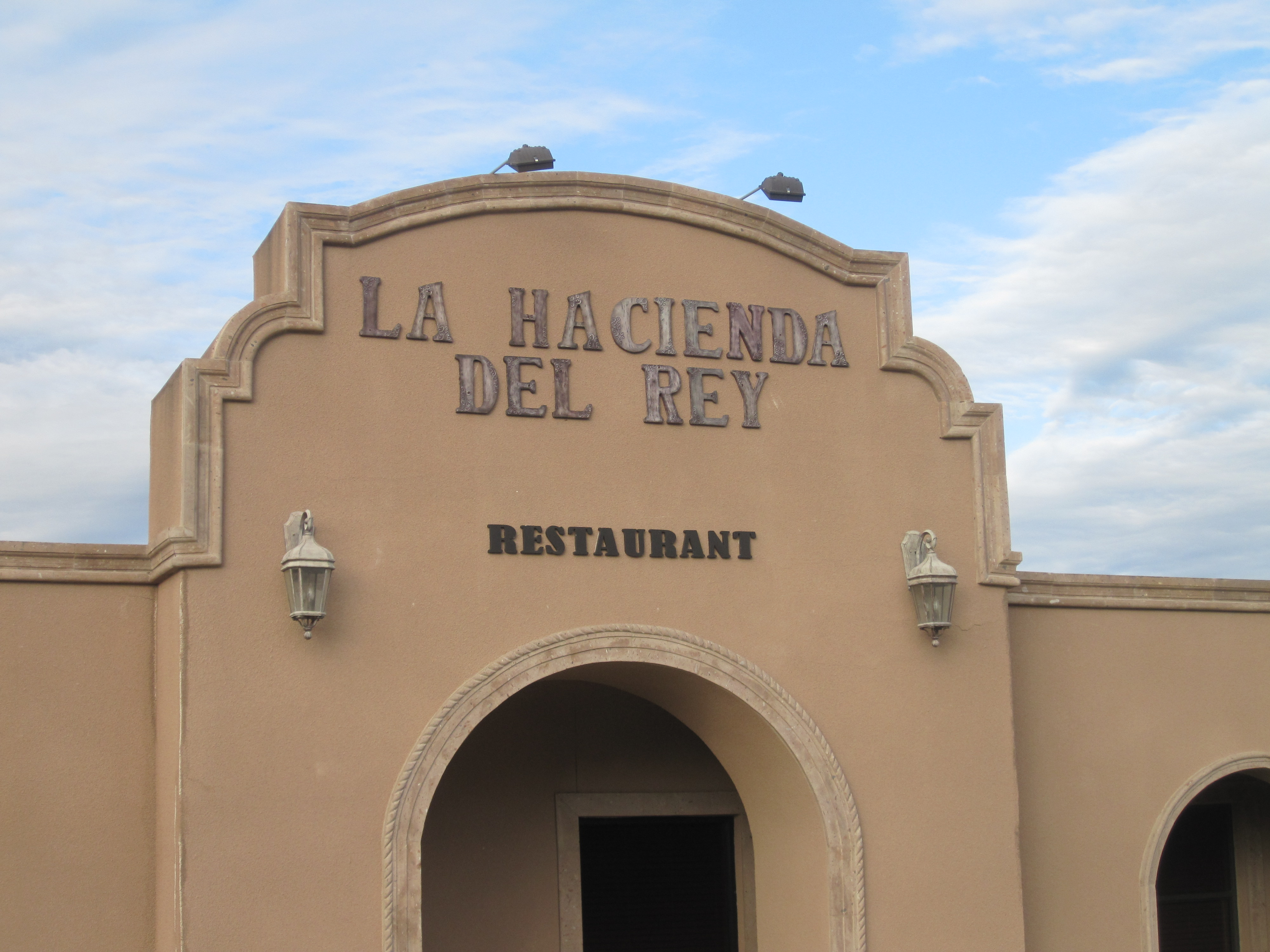
Бывший ресторан La Hacienda Del Rey.
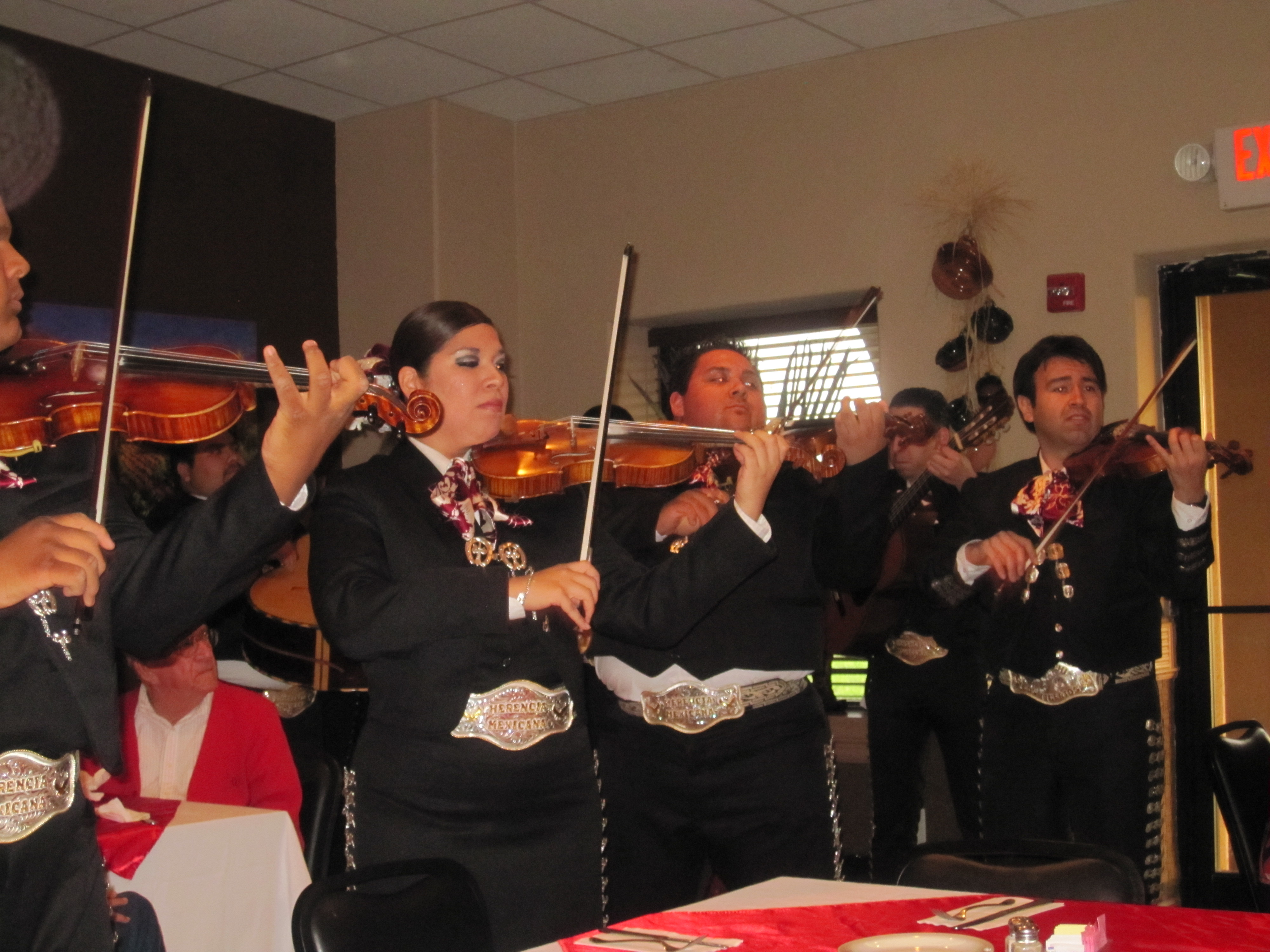
Ансамбль мариачи Herencia Mexicana из Сан-Антонио, выступавшая в ресторане La Hacienda Del Rey.